# Mel de abelha-sem-ferrão
O mel das abelhas sem ferrão apresenta composição diferente do mel de Apis mellifera.
O mel da jataí (Tetragonisca angustula), por exemplo, é mais liquido do que o mel do gênero Apis e é mais rapidamente absorvido quando passado na pele. Seu pH é baixo (ácido). O mel tem sido utilizado na alimentação, como antisséptico, como conservante de frutas e de grãos e até para embalsamar, devido a sua ação anti-putrefante. Seu efeito como bactericida (bactérias gran positivas e negativas ) se dá devido a uma substância chamada de " inibina " ( resultado do acúmulo de peróxido de hidrogênio produzido pelo sistema da glicoseoxidase do mel ). O mel de jataí, quando maduro, é envolvido pelas abelhas em potes ovais mais ou menos esféricos, medindo cerca de 1 cm de diâmetro cada um.

## Mel de abelha Jataí
O mel de jataí contém substâncias capazes de substituir antibióticos.
As doutoras Marilda Cortopassi Laurino e Dilma S.Gallis, fizeram uma pesquisa no Instituto Adolfo Lutz em S.Paulo, quando examinaram 14 amostras de méis de meliponídeos inclusive o mel de Jataí, constatando ação antibacterianas superior ao mel de Apis mellifera.
O mel de Jataí não possui sacarose, é composto por levulose, uma substância mais doce que a sacarose, numa concentração de mais ou menos 45% e de dextrose com uma média de 25%, muita água, por isso é mais fino e liquefeito em relação ao mel de Apis.
Além de catarata, o mel de Jataí é usado para tosse, bronquite e cicatrização de feridas.
O mel destas abelhas é mais fluido, devido ao maior teor de água, diferentemente do mel tradicionalmente encontrado no mercado
O mel produzido pelas abelhas sem ferrão é muito utilizado na medicina nativa para o tratamento de diversas doenças, é um excelente complemento alimentar

### Indicações
- Descongestionante das vias aéreas nasais.
- Desentupimento dos brônquios , bronquíolos.
- Destrói as cepas bacterianas causadoras de infecções.
- Desenvolve maior capacidade criativa de anticorpos.
- Tratamento a todos os distúrbios respiratórios.
- Gripes e resfriados.

## Características do mel de abelhas sem ferrão
| Descrição da análise                     | T. angustula                                    | A. mellifera                                    |
| ---------------------------------------- | ----------------------------------------------- | ----------------------------------------------- |
| Caracteres externos e organolépticos     | Cor, sabor, odor e consistência característicos | Cor, sabor, odor e consistência característicos |
| Exame microscópico                       | Presença de grãos de pólen                      | Presença de grãos de pólen e cristais           |
| Densidade                                | 1,149                                           | = ou > 1,099                                    |
| Acidez                                   | 0,5                                             | = ou < 5 mL                                     |
| Reações cromáticas (HMF) Coloração âmbar | Coloração âmbar                                 | Coloração âmbar                                 |
| Reação de Lund                           | 1 mL                                            | 1-4 mL                                          |
| Pesquisa de corantes                     | Coloração inalterada                            | Coloração inalterada                            |
| Presença de dextrinas                    | Líquido inalterado                              | Líquido inalterado                              |

Fonte: Dados da pesquisa e Farmacopéia Brasileira (FARMACOPÉIA, 1959)